# Quốc ca Cộng hòa Udmurt
Quốc ca Cộng hòa Udmurt (tiếng Udmurt: Шунды сиос ӝуато палэзез, Šundy sios džuato palėzez, tiếng Nga: Гимн Удмуртской Республики) là một trong những biểu tượng chính thức của Cộng hòa Udmurt, một thành viên của Liên bang Nga. Nhạc của bài quốc ca được sáng tác bởi anh em German và Alexander Korepanov. Lời sáng tác bởi T. G. Vladikin (tiếng Udmurt) và A. A. Sheptalin (tiếng Nga). Bài hát được chấp nhận vào năm 2002.
Việc sử dụng quốc ca trong các thiết lập chính thức được điều chỉnh bởi Luật Cộng hòa Udmurt ngày 31 tháng 10 năm 2002 N55-З "Về quốc ca Cộng hòa Udmurt". Điều này chi phối các tình huống chính thức trong đó bài quốc ca phải, hoặc có thể, được phát, và thứ tự bài quốc ca được chơi đối với Quốc ca Nga hoặc của các quốc gia khác.

## Lời

### Tiếng Việt (bản dịch từ tiếng Udmurt)
Đoạn 1:
Một tia nắng mặt trời thiêu đốt tro,
Trên mặt nước sông lúc bình minh.
Lá cờ là niềm tin của ta,
Vinh quang cho Người, quê hương ta!
Điệp khúc:
Hãy trỗi dậy, hỡi Chúa mạnh mẽ!
Từ chân trời xa xăm,
Cho chúng ta niềm hạnh phúc mới
Với đôi cánh tự do!
Đoạn 2:
Người thật ngọt ngào với thế giới.
Không khí xung quanh Người thật tích cực.
Những con sếu chia sẻ Người với người khác,
Vinh quang cho Người, quê hương ta!
Điệp khúc
Đoạn 3:
Những giọt nước từ suối chảy ra
Cung cấp sự hiện diện cho Volga và Kama
Với nước Nga, Người đau buồn và vinh quang
Người là Udmurtia của ta.
Điệp khúc